# Hybridní jádro

Hybridní jádro

Hybridní jádro je v informatice označení pro jádro operačního systému, které kombinuje vlastnosti monolitického jádra a mikrojádra za účelem získání výhod obou vyhraněných řešení.
Hybridní jádro je podobné mikrojádru, ale má některé vlastnosti monolitického jádra, kvůli vyššímu výkonu. Na rozdíl od monolitického jádra nedokáže hybridní jádro za běhu samo zavádět moduly. V jaderném prostoru hybridního jádra běží některé služby (např. implementace síťového protokolu nebo souborový systém), aby se dosáhlo nižší režie v porovnání s mikrojádry, ostatní kód jádra (ovladače zařízení), běží v uživatelském prostoru a označují se jako servery.

## Příklady
Hybridní jádra se používají ve většině komerčních operačních systémů, například v:

### Windows NT
Jedná se o řadu operačních systémů Microsoft Windows NT (od Windows NT 3.1 včetně Windows XP až po Windows 8, Windows Server 2012 a Windows Phone 8). Do rodiny NT patří i aktuální jádro Win 11.

### Windows CE
Jádro Windows CE (tj. též Windows Mobile a Windows Phone 7) používalo původně mikrojádro, avšak verze Windows Embedded CE 6.0 v roce 2006 přesunula z výkonových důvodů ovladače, grafický subsystém a souborový systém dovnitř do jádra, čímž došlo k posunu k hybridnímu jádru.

### macOS
macOS používá hybridní jádro XNU. Firma Apple Inc. toto jádro získala a vyvinula pro použití v macOS operačních systémech. Uvolněno bylo jako free a open source software, jako součást operačního systému Darwin. XNU je akronym pro X is Not Unix.
XNU původně vyvíjela firma NeXT pro operační systém NeXTSTEP, jednalo se o hybridní jádro kombinující verzi 2.5 mikrojádra Mach s komponenty 4.3BSD a objektově orientovaným API pro vývoj ovladačů, tzv. Driver Kit.
Poté, co Apple koupil NeXT, byla komponenta Mach vylepšena na verzi 3.0, části BSD kódu byly doplněny o kód z projektu FreeBSD a Driver Kit nahradilo C++ API pro vývoj ovladačů, tzv. I/O Kit.

### DragonFly BSD
Operační systém DragonFly BSD je fork systému FreeBSD 4.8, vylepšující zejména funkci a další rozvoj systému při nasazení ve vícejádrových a víceprocesorových systémech.

## Systémy s hybridním jádrem
- BeOS
  - Haiku
- Syllable
- BSD systémy
  - DragonFly BSD
  - XNU
- Inferno
- NT jádro
  - ReactOS